# 30 juin 2019
Le dimanche 30 juin est le 181e jour de l'année 2019.

## Décès
- Momir Bulatović, Homme d'État monténégrin[1].
- Mitchell Feigenbaum, Mathématicien, physicien et professeur d'université américain[2].
- Boris Gamaleya, Poète français[3].
- Glyn Houston, Acteur britannique[4].
- Abdoulaye Keita, Footballeur guinéen[5].
- Jean Marcel, Professeur, essayiste et critique littéraire canadien[6].
- Anne Vanderlove, Auteur-compositeur-interprète française[7].

## Événements
- élections municipales togolaises de 2019 au Togo ;
- Élection gouvernatoriale gagaouze de 2019 en Gagaouzie (Moldavie) ;
- Au Mexique :
  - la Garde nationale du Mexique commence à absorber la Police fédérale et une partie de la Marine, afin de créer une super-institution plus efficace chargée de la sécurité des citoyens mexicains face à la corruption et à la Guerre de la drogue ;
  - à la suite de très violents orages de grêle, et alors que la température était supérieure à 20 °C au moment de l'orage et qu'elle avait atteint les 30 °C les jours précédents, la ville tropicale de Guadalajara est recouverte par 1.5 mètre de glace[8],[9].